# كيف تستنسخ ماموث
كيف تستنسخ ماموث: علم التخلص من الإنقراض
هو كتاب علمي غير خيالي صدر عام 2015م من قِبل عالم الأحياء بيث شابيرو وتم نشره بواسطة مطبعة جامعة برينستون.
ويصف الكتاب الحالة الراهنة لتكنولوجيا التخلص من الإنقراض وما تتطلبه العمليات المعنية من أجل تحقيق العودة المحتملة للحيوانات المنقرضة.

## المحتوى
تم وضع الكتاب كدليل خطوة بخطوة حول كيفية إستنساخ حيوان، حيث يقوم كل فصل بتفصيل موضوع مختلف تحتاج أن تستكشفه وتجيبه قبل أن تكتمل عملية التخلص من الإنقراض. كما يتضمن الكتاب أيضاً تركيزاً خاصاً على كيفية إستنساخ الماموث.
وتتناول عدة فصول المادة الوراثية نفسها وكيفية الحصول عليها، بالإضافة إلى صعوبة استعادة عينات الحمض النووي التي توجد مع بقايا محنطة أو متحجرة.
حيث أنه بسبب تأثير إنزيم النيوكلايز يعد موت الخلايا ينقسم الحمض النووي في العديد من الحيوانات الميتة إلى أجزاء صغيرة يجب تجميعها وإعادة بنائها جزئياً على الأقل إذا كنت تريد إستنساخ هذا الحيوان.
ولكن العائق الأكبر هو أن هذا التشرذم يعني أن عودة الحيوان بالكامل إلى الحياة مستحيل إلى حد كبير، وهكذا فإن الطريقة الأكثر جدوى هي استخدام قريب تطوري وثيق للحيوان المنقرض وإدراج جينات جزئية من هذا الحيوان في الحمض النووي للقريب التطوري.
فمثلاً لإستنساخ الماموث يكون القريب التطوري هو الفيل الآسيوي حيث أنه أقرب ما يكون من الأحياء إلى الماموث، وبإستخدام جينات الحمض النووي الخاصة بالماموث يمكن إبقاء الفيل الآسيوي على قيد الحياة في نطاق أوسع ويتضمن ذلك البيئات الباردة وحمايته من الانقراض المحتمل، ويعد نقل الجينات هذا وسيلة لإبقاء الأنواع الحية المهددة بالانقراض بالإضافة إلى الرغبة في إحياء بعض الأنواع المنقرضة.
ثم تناقش الثلاث الفصول التالية التكنولوجيا المتوفرة حالياً لنقل الجينات وخلق جينومات الفيل المعدلة، بينما تناقش الفصول الأخيرة الفوائد البيئية والعقبات المحتملة لعودة الماموث أو الأنواع الأخرى.
ويناقش أيضاً فوائد الماموث تحديداً حيث أن وزنه الثقيل وطريقة أكله تساعد المراعي التي تنمو في المناطق الباردة، ويمكن أن يحول سيبيريا إلى منطقة تشبه التندرا مع وجود العديد من النباتات.

## النمط والنبرة
أشار شاوني بهاتشاريا في مجلة العالم الجديد أنه في حين أن الكتاب أكاديمي قليلاً إلا أن شابيرو قد تمكن من شرح البيولوجيا الجزيئية المعقدة بوضوح.
وكتبت بريان سويتك في مجلة ناشيونال جيوجرافيك عن أسلوب شابيرو أنه "حاد وذكي وجذاب" وأنه "نثر مشحوذ بدقة" وذلك لأنه "إختزل الضجيج الذي غطى الجدال" حول ما إذا كان ممكناً إستنساخ الحيوانات المنقرضة أم أنه من الأفضل تسخير الجهود المبذولة بدلاً من ذلك في مساعدة الكائنات الحية والمهددة بالإنقراض حالياً".
كما دعا كاسبار هندرسون أسلوب الكتاب بأنه «حي ومتشكك ودقيق» وذكر بأن شابيرو قد غطى الموضوع «بوضوح كبير»، وفي مقال للعلوم وصف أ.روس هولزيل أسلوب الكتابة بأنه «غني بالحكايات ودقيق علمياً».